# كلاوس تساندر
كلاوس تساندر (بالألمانية: Klaus Zander)‏ (6 سبتمبر 1956 بكولونيا في ألمانيا - ) هو لاعب كرة سلة ألماني في مركز الوسط، شارك في الألعاب الأولمبية الصيفية 1984 وبطولة أمم أوروبا لكرة السلة 1981 وبطولة أمم أوروبا لكرة السلة 1983. وشارك مع منتخب ألمانيا لكرة السلة.

## وصلات خارجية
- كلاوس تساندر على موقع الاتحاد الدولي لكرة السلة (الإنجليزية)
- كلاوس تساندر على موقع ريلجم (الإنجليزية)
- كلاوس تساندر على موقع بروبوليرز (الإنجليزية)
- كلاوس تساندر على موقع سبورتس رفرنس (الإنجليزية)
- كلاوس تساندر على موقع أوليمبيديا (الإنجليزية)